# Ko Ise
Ko Ise (伊勢 航 Ise Ko?, nacido el 17 de julio de 2002 en Tokio) es un futbolista japonés que juega como centrocampista.
En 2019, Ise se unió al Gamba Osaka de la J1 League.

## Trayectoria

### Clubes
| Club        | País  | Año    |
| ----------- | ----- | ------ |
| Gamba Osaka | Japón | 2019 - |

## Estadística de carrera

### J. League
| Club               | Año   | J. League | J. League | Copa J. League | Copa J. League | Total | Total |
| Club               | Año   | Part.     | Goles     | Part.          | Goles          | Part. | Goles |
| ------------------ | ----- | --------- | --------- | -------------- | -------------- | ----- | ----- |
| Gamba Osaka        | 2019  | 0         | 0         | 0              | 0              | 0     | 0     |
| Gamba Osaka sub-23 | 2019  | 15        | 0         | -              | -              | 15    | 0     |
| Total              | Total | 15        | 0         | 0              | 0              | 15    | 0     |